# Сент-Уаєн
Сент-Уаєн (фр. Saint-Oyen) — муніципалітет в Італії, у регіоні Валле-д'Аоста.
Сент-Уаєн розташований на відстані близько 610 км на північний захід від Рима, 12 км на північний захід від Аости.
Населення — 204 особи (2014).

## Демографія
Населення за роками:

Станом на 1 січня 2023 року в муніципалітеті офіційно проживало 5 іноземців з 5 країн, серед них 3 громадяни країн Євросоюзу.

## Сусідні муніципалітети
- Бур-Сен-П'єр
- Етрубль
- Жиньо
- Сен-Ремі-ан-Босс